# Patrick Pircher
Patrick Pircher (* 7. April 1982 in Bregenz) ist ein ehemaliger österreichischer Fußballspieler.

## Karriere
Pircher begann seine Profikarriere in seiner Heimatstadt beim SC Schwarz-Weiß Bregenz. Im Jänner 2003 wechselte er zu Austria Wien, mit der er im Sommer 2003 österreichischer Meister und Pokalsieger wurde. Er kam jedoch in der Bundeshauptstadt nur auf acht Einsätze und verließ die Austria nach nur einem halben Jahr wieder.
Nach den Stationen FC Superfund und erneut SW Bregenz spielte er im Kalenderjahr 2005 bei Admira Wacker Mödling. Im Februar jenes Jahres bestritt er außerdem bei einem Freundschaftsspielturnier der österreichischen Nationalmannschaft in Limassol auf Zypern zwei Länderspiele, die bis heute seine einzigen blieben.
Im Jänner 2006 wechselte er nach Deutschland zum damals in der Regionalliga Süd spielenden FC Augsburg, mit dem ihm zum Ende der Saison 2005/06 der Aufstieg in die 2. Bundesliga gelang. Dort kam er 2006/07 15-mal zum Einsatz. Im Jahr darauf spielte er jedoch lediglich ein einziges Mal am ersten Spieltag und war lange Zeit verletzt, woraufhin sein Vertrag nicht über 2008 hinaus verlängert wurde.
In der Sommerpause hielt sich Patrick Pircher bei Austria Lustenau fit. In der Saison 2008/09 hatte er einen Vertrag beim SCR Altach, wurde ab Jänner 2010 an den FC Pasching verliehen und im Sommer 2010 als Profi engagiert. Aufgrund des Nichtaufstiegs 2010/11 und dem damit verbundenen Rückzug des Hauptsponsors wurde 14 Profis im Juli 2011 der Vertrag gekündigt. Einzig Pirchers Vertrag wurde bis zur Winterpause verlängert, seine Aufgabe ist die offensive Abwehr in einem stark verjüngten Team.

### Erfolge
- Österreichischer Meister mit Austria Wien 2003
- Österreichischer Pokalsieger mit Austria Wien 2003
- Aufstieg in die 2. Bundesliga mit dem FC Augsburg 2006